# Ion Gigurtu

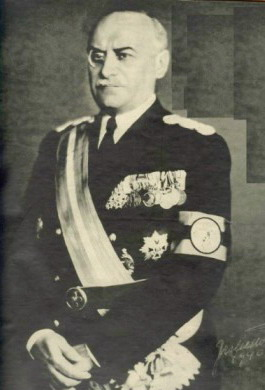
Ion Gigurtu

Ion Gigurtu (Drobeta-Turnu Severin, 24 juni 1886 – Sighetu Marmației, 24 november 1959) was een Roemeens politicus.

## Biografie
Ion Gigurtu was een antisemitisch politicus en was lid van de eenheidspartij Front voor Nationale Renaissance (FRN, op 22 juni 1940 vervangen door de Partij van de Natie). Hij was korte tijd minister van Buitenlandse Zaken in het kabinet van premier Gheorghe Tătărescu (1 juni - 29 juni 1940).

## Premier
Ion Gigurtu volgde op 4 juli 1940 Gheorghe Tătărescu op als premier. De laatste moest zijn functie als premier neerleggen na de onvrede die onder de bevolking was ontstaan nadat de regering zonder veel tegenspraak Bessarabië en Noord-Boekovina aan de Sovjet-Unie had afgestaan (zie: Molotov-Ribbentroppact). Gigurtu nam leden van de fascistische IJzeren Garde op in zijn kabinet (leider "Căptianul" Horia Sima werd staatssecretaris) en introduceerde antisemitische wetten gemodelleerd naar de Wetten van Neurenberg in nazi-Duitsland. Gigurtu's regering werd impopulair nadat Roemenië de noordelijke helft van Transsylvanië (Zevenburgen) aan Hongarije (30 augustus 1940) en de Zuidelijke Dobroedzja (september 1940). Koning Carol II van Roemenië ontsloeg Gigurtu op 4 september 1940 en benoemde maarschalk Ion Antonescu tot premier. Twee dagen later dwong deze koning Carol tot aftreden en diens zoon, Kroonprins Michaël, werd onder regentschap van Antonescu, koning (als Michaël I van Roemenië).

## Veroordeling en gevangenisstraf
Ion Gigurtu werd na de Tweede Wereldoorlog op last van de door de communisten gedomineerde regering gearresteerd. Hij werd tot 15 jaar gevangenisstraf veroordeeld voor de onderdrukking van de Roemeense Communistische Partij (PCR). Zijn vrouw Maria werd ook gearresteerd en werd tot een gevangenisstraf veroordeeld.